# إيرينه كلارين
إيرينه كلارين (بالألمانية: Irene Clarin) (و. 1955 – م) هي ممثلة، وممثلة مسرحية، وممثلة أفلام من ألمانيا . ولدت في ميونخ .

## روابط خارجية
- إيرينه كلارين على موقع IMDb (الإنجليزية)
- إيرينه كلارين على موقع مونزينجر (الألمانية)
- إيرينه كلارين على موقع ألو سيني (الفرنسية)
- إيرينه كلارين على موقع ديسكوغز (الإنجليزية)
- إيرينه كلارين على موقع قاعدة بيانات الفيلم (الإنجليزية)